# Mrtník
Mrtník (en allemand : Mettnig) est une commune du district de Plzeň-Nord, dans la région de Plzeň, en République tchèque. Sa population s'élevait à 344 habitants en 2022.

## Géographie
Mrtník se trouve à 19 km au nord-nord-ouest du centre de Plzeň et à 84 km à l'ouest-sud-ouest de Prague.
La commune est limitée par Plasy au nord et à l'est, par Kaznějov au sud-est, par Krašovice et Bučí au sud, et par Loza à l'ouest.

## Histoire
La première mention écrite de la localité date de 1420.

## Transports
Par la route, Mrtník se trouve à 8 km de Kaznějov, à 22 km de Plzeň et à 110 km de Prague. 